# Yizhou (Kumul)

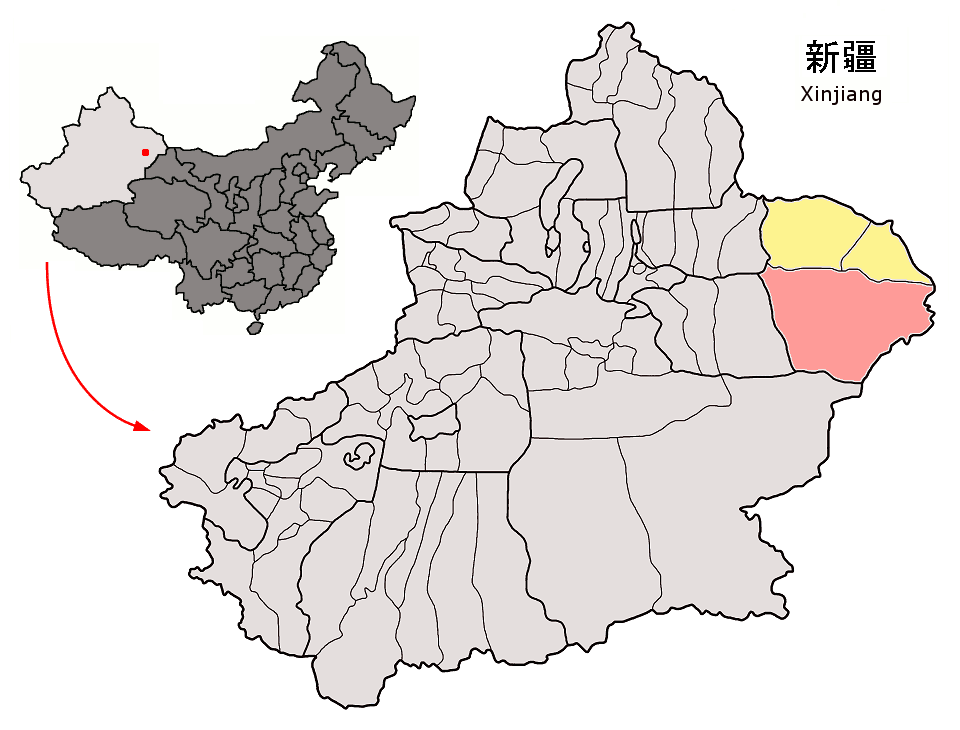
Lage des Stadtbezirks Yizhou (rosa) und des Regierungsbezirks Kumul bzw. Hami (gelb)

Yizhou (chinesisch 伊州区, Pinyin Yīzhōu Qū, uigurisch ئىۋىرغول رايونى Iwirƣol Rayoni), bis 2016 als Stadt Kumul (chinesisch 哈密市, Pinyin Hāmì Shì; uigurisch قۇمۇل شەھىرى Ⱪumul Xəⱨiri, auch als Hami bekannt), ist ein Stadtbezirk des Regierungsbezirks Kumul (Hami) im Uigurischen Autonomen Gebiet Xinjiang der Volksrepublik China. Der Stadtbezirk ist eine Oase. Seine Fläche beträgt 81.794 km² und die Einwohnerzahl 472.175 (Stand: Zensus 2010).
Die Stadt Xingxingxia (Singsingsia) (星星峡镇) liegt an der Grenze zu Gansu.
Mehrere archäologische Stätten auf dem Gebiet der Stadt Kumul wurden in den Jahren 2001 und 2006 in die Liste der Denkmäler der Volksrepublik China aufgenommen:
- Buddhistische Klosterruinen von Baiyanggou (Baiyanggou Fosi yizhi)
- Yanbulaq-Gräber (Bronzezeit, frühe Eisenzeit) (Yanbulake gumuqun)
- Wubao-Gräber (Bronzezeit) (Wubao muqun)
- Gräber der muslimischen Könige von Hami (Hami Hui wangmu)

## Geschichte
Die Tibeter drangen in die von China unter der Tang-Dynastie ab 756 aufgegebenen Gebiete ein und eroberten 781 die Stadt und die Oase, ab 842 kehrten die Chinesen zurück.